# Siófok
Siófok là một thành phố thuộc hạt Somogy, Hungary. Thành phố này có diện tích 124,66 km², dân số năm 2010 là 24279 người, mật độ 195 người/km².